# Bestia Pitta

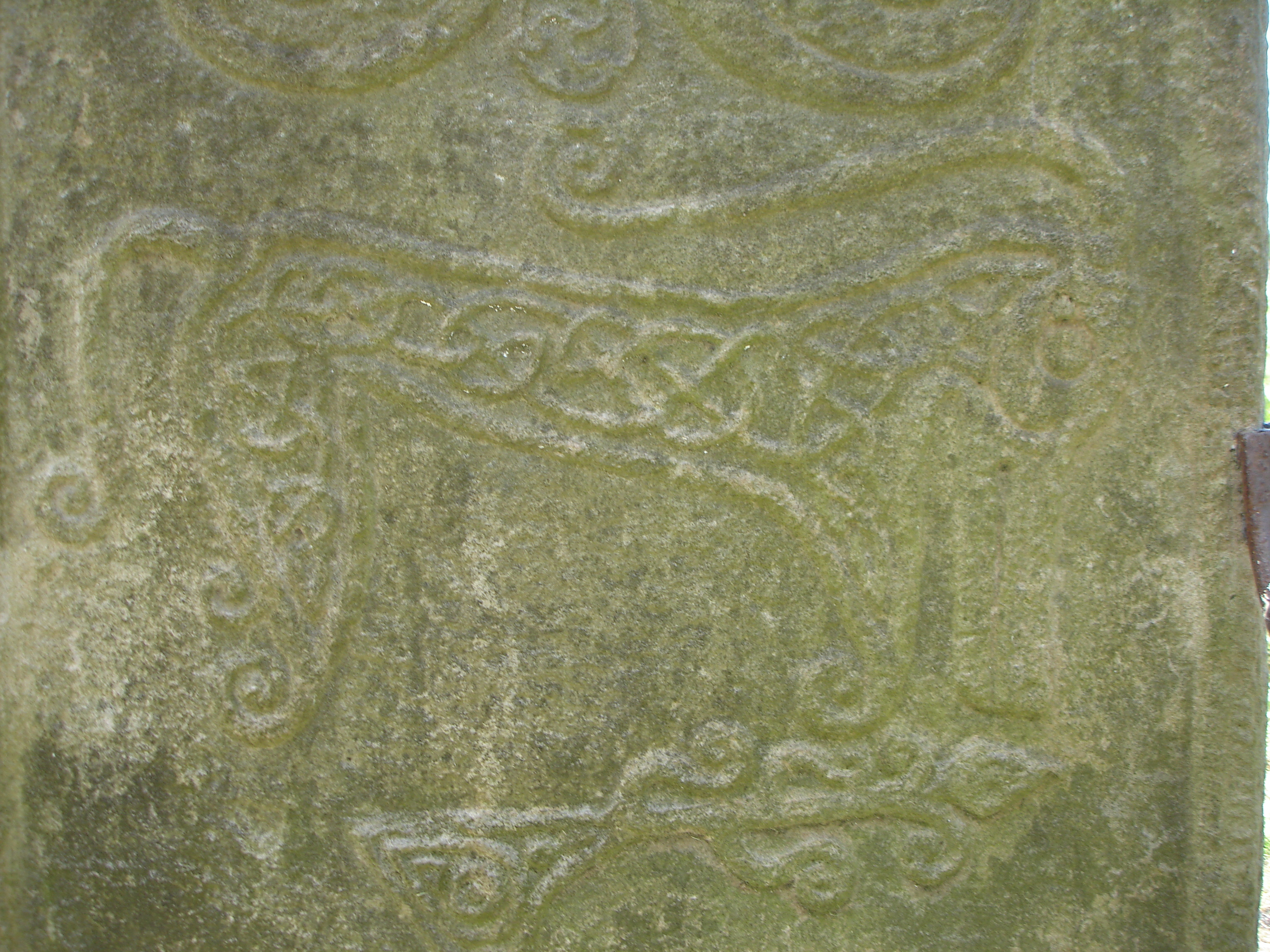

La Bestia Pitta (a volte detta anche Drago Pitto o Elefante Pitto) è una rappresentazione artistica di un animale, rappresentata su pietre con simboli pitti. Non è facilmente identificabile con un qualsiasi altro animale reale, ma può somigliare a un ippocampo, specialmente quando è rappresentato in posizione eretta. Le evocazioni fantasiose vi hanno incluso anche un delfino, un kelpie (spirito maligno delle acque), (o Each Uisge) o anche il Mostro di Loch Ness.
Recenti congetture hanno dato adito a una correlazione con il progetto di fermagli dragoneschi, pezzi di gioielleria a forma di S della metà del primo al secondo secolo che raffigurano animali a doppia testa con musi a spirale e orecchie particolari. Questi sono stati trovati nel sud della Scozia e nel nord dell'Inghilterra. La più determinante attestazione di ciò è la presenza sulla seconda pietra di Mortlach di un simbolo molto simile a tale fermaglio.
La Bestia Pitta comprende approssimativamente due parti su cinque di tutta la rappresentazione animale Pitta, e da ciò si deduce la sua grande rilevanza. Si è pensato che fosse un'importante figura nella mitologia dei Pitti, e/o un simbolo politico.

## Fonti
- (EN)  Duncan Jones, A Wee Guide to The Picts, Musselburgh, 2003.
- (EN)  Craig Cessford, The Heroic Age: A Journal of early Medieval Northwestern Europe, n.ro 8, 2005. ISSN 1526-1867 (WC · ACNP)